# Typhlops manni
Typhlops manni este o specie de șerpi din genul Typhlops, familia Typhlopidae, descrisă de Loveridge 1941. A fost clasificată de IUCN ca specie vulnerabilă. Conform Catalogue of Life specia Typhlops manni nu are subspecii cunoscute.